# República Soviética Socialista de Bielorrusia
La República Soviética Socialista de Bielorrusia (en bielorruso: Сацыялістычная Савецкая Рэспубліка Беларусь, en ruso: Социалистическая Советская Республика Белоруссия, ССРБ) fue una república temprana en el territorio histórico de Bielorrusia después del colapso del Imperio ruso como resultado de la Revolución de Octubre.

## Establecimiento
Fue establecida por primera vez por los bolcheviques el 1 de enero de 1919 en Smolensk, cuando el Ejército Rojo entró en tierras bielorrusas después de la rendición del ejército alemán, que había estando ocupando el territorio como consecuencia de la Primera Guerra Mundial. La RSSB reemplazó al Estado títere de la República Popular Bielorrusa creado como parte del plan alemán Mitteleuropa.
El jefe de Estado fue Zmicier Zhylunóvich (un escritor bielorruso más conocido como Ciška Hartny, purgado en 1937 por Iósif Stalin). El territorio estaba formado por las gobernaciones de Smolensk, Vítebsk, Maguilov, Minsk, Grodno y Vilna.
Fue considerado por los bolcheviques como un Estado colchón. En sólo un mes, el 27 de febrero, la república fue abolida. Las gobernaciones de Smolensk, Vítebsk y Maguilov fueron incluidas en la República Socialista Federativa Soviética de Rusia (RSFSR), mientras que las gobernaciones restantes formaron otro Estado colchón, la República Socialista Soviética Lituano-Bielorrusa (Litbel).

## Restablecimiento
La república fue restablecida bajo el mismo nombre el 31 de julio de 1920. Sin embargo, en la historiografía soviética, se le refiere como la República Socialista Soviética de Bielorrusia (RSSdB); su nombre después de su incorporación a la Unión Soviética en 1922.
Un grupo de bolcheviques se opuso fuertemente al restablecimiento de la RSSdB argumentando la inexistencia de la nación bielorrusa, que el idioma bielorruso es un dialecto del idioma ruso, y que la cultura bielorrusa es idéntica a la cultura rusa. Eventualmente, la RSSdB fue restablecida como un movimiento político en el contexto de la Guerra polaco-soviética como un minúsculo territorio de 52 400 km² compuesto por 6 uyezds de la Gobernación de Minsk. El resto de territorio nacional permaneció dividido entre Polonia y la RSFS de Rusia.